# Château de Créans
 (mars 2024).
Le château de Créans est un château construit à partir du XVe siècle sur la commune de Clermont-Créans, au hameau de Créans, dans le département de la Sarthe. Il est classé au titre des monuments historiques.

## Histoire
Le château de Créans a été construit à l'époque médiévale pour contrôler le trafic fluvial sur le Loir. Le modeste bourg de la paroisse de Créans s'organisait autour du château, du prieuré-presbytère (aujourd'hui la maison du gardien) et de l'église Saint Symphorien (restée propriété de la commune de Clermont-Créans qui, à l'époque n'avait pas encore son clocher (daté de 1699)). Cette église était desservie par les moines du Mont-Saint-Michel.
Vers 1423, pendant la guerre de Cent Ans, une bataille se serait livrée à Créans contre les Anglais qui auraient incendié le château. En 1474, René Fresneau de Créans restaure son domaine et lui donne son style début Renaissance avec ses lucarnes et ses fenêtres à meneaux. Les seigneurs propriétaires ont tous habité le château jusqu'en 1633. À compter de cette date, les autres propriétaires (dont la sœur de Richelieu) et ce jusqu'en 1734, le laissèrent en métayage et il tomba de plus en plus en ruine.
En 1734, la princesse Alexandrine de Bourbon, arrière-petite-fille de Condé, le vend aux jésuites du Collège royal de La Flèche (devenu le Prytanée). Des éléments du Moyen Âge/Renaissance sont encore debout et visibles (la porterie et sa petite aile, la grosse tour d'angle). Face au Loir, ils construisent en 1750 un corps de logis pour servir de maison de repos pour leurs pairs. En 1792, à la Révolution, Créans est vendu puis revendu pour finir entre les mains d'une famille fléchoise "les Lambron des Piltières" qui conservent le corps de logis XVIIIe mais abattent ses deux ailes en retour.
En 1892, Paul d'Estournelles de Constant rachète Créans à la famille Lambron et le restaure. Le château est toujours propriété de cette famille.

## Architecture
Au XVe siècle, un des éléments subsistant du château médiéval, une tour d'angle massive, a été transformée en colombier.

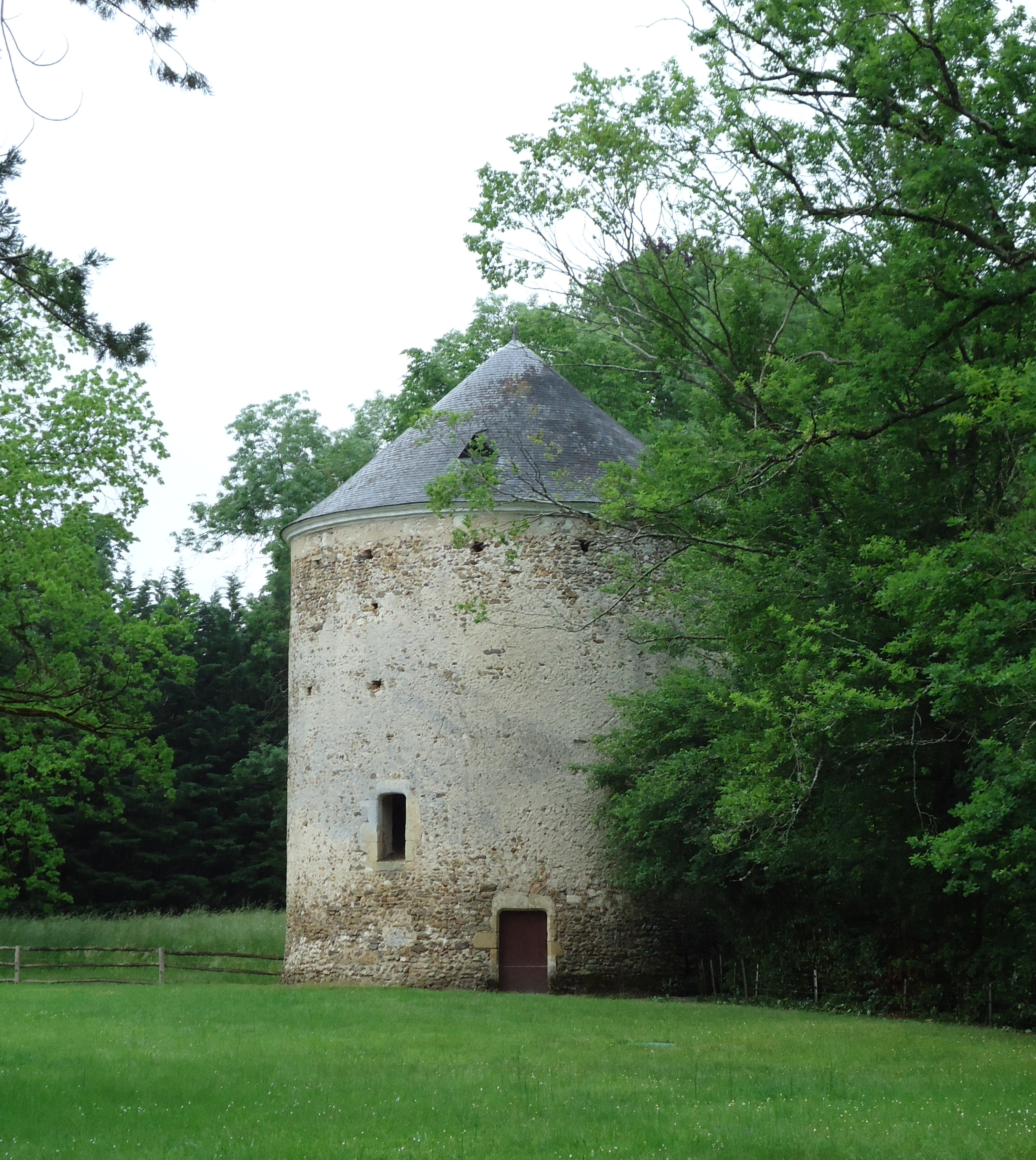
Le colombier.

## Protections
Le château et ses dépendances (chapelle, douves et tour) bénéficient d'un classement au titre des monuments historiques depuis le 30 décembre 1905.